# 1938 год в авиации
Список событий в авиации в 1938 году.

## События
- 14 марта — первый полёт самолёта PZL-44.
- 11 мая — первый полёт самолёта ВИТ-2.
- 16 мая — первый полёт истребителя И-153 конструкции Н. Н. Поликарпова, (пилот А. И. Жуков).
- 21 мая — первый полёт немецкого дальнего гидросамолёта-разведчика Dornier Do 26.
- 24 мая 1938 г. экипаж советских лётчиц в составе Осипенко, Ломако и Расковой показал лучший результат по дальности полёта по замкнутой линии в классе «С-бис» среди гидросамолётов (круговой полёт из Севастополя через Херсонес, Евпаторию и Очаков)[1].
- 2 июля 1938 г. экипаж Осипенко, Ломако и Расковой установил рекорд дальности полёта по прямой и ломаной линиям (по маршруту Севастополь - Архангельск)[1].
- 19 августа — по приказу Наркома Обороны СССР в городе Чите была создана 30-я Военная школа пилотов, с которой отсчитывает свою историю Краснодарское высшее военное авиационное училище лётчиков[2].
- 1 сентября — основан Чугуевский авиационный ремонтный завод.
- 24-25 сентября — советская лётчица Валентина Гризодубова в качестве командира экипажа вместе с П. Д. Осипенко и M. M. Расковой на самолёте «Родина» (АНТ-37) совершила беспосадочный перелёт из Москвы на Дальний Восток, установив международный женский рекорд дальности полёта (за 26 часа 29 минут покрыто расстояние в 6450 км). За выполнение этого перелёта и проявленные при этом мужество и героизм членам экипажа 2 ноября 1938 года было присвоено звание Героя Советского Союза со вручением ордена Ленина. После учреждения знака особого отличия 4 ноября 1939 года им вручили медали «Золотая Звезда» № 104[1].
- 31 декабря — первый полёт пассажирского самолёта Boeing 307 Stratoliner — первого в мире высотного коммерческого лайнера, первого четырёхмоторного самолёта на регулярных внутренних линиях в США и первого самолёта с бортинженером в составе экипажа[3].

### Авиакатастрофы
- 6 февраля — во время полёта в сложных метеоусловиях столкнулся с горой дирижабль СССР В-6 (Осоавиахим). Погибло 13 из 19 человек.
- 6 августа — во время тренировочного полёта разбился дирижабль СССР В-10. Погибли все 7 человек, находившиеся на борту.

## Персоны

### Родились
- 19 марта — Янченко, Вячеслав Михайлович, командир экипажа воздушного судна Ту-104 Северо-западного управления гражданской авиации, Герой Советского Союза.  Террорист привёл в действие взрывное устройство на борту самолёта. Но, несмотря на экстремальную ситуацию, Янченко сумел посадить лайнер, сохранив тем самым жизнь пятидесяти одного  пассажира.

### Скончались
- 18 мая — Бабушкин, Михаил Сергеевич, советский полярный лётчик, Герой Советского Союза.
- 29 июля — Алкснис, Яков Иванович, советский военный деятель, участник гражданской войны, деятель ВВС, командарм 2-го ранга (1935). Депутат Верховного Совета СССР 1-го созыва. Расстрелян по обвинению в создании «латышской фашистской организации».
- 22 октября — Калинин, Константин Алексеевич, советский авиаконструктор и пилот.
- 15 декабря — Валерий Павлович Чкалов, советский лётчик-испытатель, комбриг, Герой Советского Союза. Погиб в авиакатастрофе во время испытания истребителя И-180.